# キャロリン・ガルシア
- カロリーヌ・ガルシア

キャロリン・ガルシア（Caroline Garcia, 1993年10月16日 - ）は、フランス・サン＝ジェルマン＝アン＝レー出身の女子プロテニス選手。2016年の全仏オープンで、クリスティナ・ムラデノビッチと組んだダブルスで優勝した。これまでにWTAツアーでシングルス11勝、ダブルス8勝を挙げている。身長177cm、体重61kg。右利き、バックハンド・ストロークは両手打ち。WTAランキング自己最高位はシングルス4位、ダブルス2位。

## 来歴
7歳からコーチである父親の手ほどきでテニスを始める。
4大大会では2011年全豪オープンで主催者推薦により初出場し、2回戦で森田あゆみに 4-6, 4-6 で敗れた。2011年全仏オープンでは2回戦で第7シードのマリア・シャラポワに 6-3, 4-6, 0-6 で敗れたが第1セットを奪う健闘を見せた。
2014年4月のボゴタ大会では単複で決勝に進出しシングルスではエレナ・ヤンコビッチを 6–3, 6–4、ララ・アルアバレナと組んだダブルスでもバニア・キング&シャネル・シェパーズ組を 7–6(5), 6–4 で破りツアー初優勝を果たした。2014年ウィンブルドン選手権では1回戦で第14シードのサラ・エラニを 2-6, 7-6 (3), 7-5 で破り3回戦まで進出した。
2015年は全豪オープンで3回戦まで進出した。
2016年全仏オープンではクリスティナ・ムラデノビッチと組んだダブルスで決勝に進出した。決勝ではエカテリーナ・マカロワ&エレーナ・ベスニナ組を 6–3, 2–6, 6–4で破りツアー初の4大大会タイトルを獲得した。8月のリオ五輪で初めてのオリンピックに出場した。シングルスでは2回戦でイギリスのジョアンナ・コンタに 2-6, 3-6 で、ムラデノビッチとのダブルスでは初戦で日本の土居美咲&穂積絵莉組に 0-6, 6-0, 4-6 で敗退した。全米オープンではダブルス決勝でベサニー・マテック＝サンズ&ルーシー・サファロバ組に 6–2, 6–7(5), 4–6 で敗れ準優勝となった。
2017年は全仏オープンでは第28シードから4大大会初のシングルスベスト8に進出した。準々決勝ではカロリナ・プリスコバに 6-7, 4-6 で敗れた。ウィンブルドンでは4回戦に進出した。終盤の武漢オープン、チャイナ・オープンで2週連続優勝を記録。10月9日付のランキングで9位となりトップ10入りを果たし、レースランキングでも8位に浮上する。その後WTAファイナルズの出場権を争っていたジョアンナ・コンタが逆転する可能性が無くなった為、シングルスでのWTAファイナルズ初出場が決まった。ラウンドロビンを2勝1敗で準決勝に進出しビーナス・ウィリアムズに 7-6(3), 2-6, 3-6 で敗れた。
2018年は4大大会では、全豪オープン、全仏オープンで4回戦に進出。ウィンブルドンでは1回戦でベリンダ・ベンチッチに敗れ、全米オープンでは、3回戦でカルラ・スアレス・ナバロに 7-5, 4-6, 6-7(4) で敗れた。9月10日にシングルス自己最高位となる4位を記録している。

## WTAツアー決勝進出結果

### シングルス: 16回 (11勝5敗)
| 大会グレード                  | 大会グレード  |
| 2020年以前                    | 2021年以後    |
| ----------------------------- | ------------- |
| グランドスラム (0–0)          |               |
| WTAファイナルズ (1–0)         |               |
| プレミア・マンダトリー (1–0)  | WTA1000 (1–0) |
| プレミア5 (1–0)               | WTA1000 (1–0) |
| WTAエリート・トロフィー (0–0) |               |
| プレミア (0–0)                | WTA500 (0–0)  |
| インターナショナル (5–3)      | WTA250 (2–2)  |

| 結果   | No. | 決勝日         | 大会               | サーフェス    | 対戦相手                   | スコア                  |
| ------ | --- | -------------- | ------------------ | ------------- | -------------------------- | ----------------------- |
| 優勝   | 1.  | 2014年4月13日  | ボゴタ             | クレー        | エレナ・ヤンコビッチ       | 6-3, 6-4                |
| 準優勝 | 1.  | 2015年2月28日  | アカプルコ         | ハード        | ティメア・バシンスキー     | 3-6, 0-6                |
| 準優勝 | 2.  | 2015年3月8日   | モンテレイ         | ハード        | ティメア・バシンスキー     | 6-4, 2-6, 4-6           |
| 優勝   | 2.  | 2016年5月21日  | ストラスブール     | クレー        | ミリヤナ・ルチッチ＝バロニ | 6-4, 6-1                |
| 優勝   | 3.  | 2016年6月19日  | マヨルカ           | 芝            | アナスタシヤ・セバストワ   | 6-3, 6-4                |
| 優勝   | 4.  | 2017年10月1日  | 武漢               | ハード        | アシュリー・バーティ       | 6-7(3-7), 7-6(7-4), 6-2 |
| 優勝   | 5.  | 2017年10月8日  | 北京               | ハード        | シモナ・ハレプ             | 6-4, 7-6(7-3)           |
| 優勝   | 6.  | 2018年10月14日 | 天津               | ハード        | カロリナ・プリスコバ       | 7-6(9-7), 6-3           |
| 準優勝 | 3.  | 2019年5月25日  | ストラスブール     | クレー        | ダヤナ・ヤストレムスカ     | 4-6, 7-5, 6-7(3-7)      |
| 優勝   | 7.  | 2019年6月16日  | ノッティンガム     | 芝            | ドナ・ベキッチ             | 2-6, 7-6(7-4), 7-6(7-4) |
| 優勝   | 8.  | 2022年6月25日  | バート・ホンブルク | 芝            | ビアンカ・アンドレースク   | 6-7, 6-4, 6-4           |
| 優勝   | 9.  | 2022年7月31日  | ワルシャワ         | クレー        | アナ・ボグタン             | 6-4，6-1                |
| 優勝   | 10. | 2022年8月22日  | シンシナティ       | ハード        | ペトラ・クビトバ           | 6-2, 6-4                |
| 優勝   | 11. | 2022年11月8日  | フォートワース     | ハード (室内) | アリーナ・サバレンカ       | 7-6(7-4), 6-4           |
| 準優勝 | 4.  | 2023年2月5日   | リヨン             | ハード (室内) | アリシア・パークス         | 6-7(7-9), 5-7           |
| 準優勝 | 5.  | 2023年3月5日   | モンテレイ         | ハード        | ドナ・ベキッチ             | 4-6, 6-3, 5-7           |

### ダブルス: 19回 (8勝11敗)
| 大会グレード                  | 大会グレード  |
| 2020年以前                    | 2021年以後    |
| ----------------------------- | ------------- |
| グランドスラム (2–1)          |               |
| WTAファイナルズ (0–0)         |               |
| プレミア・マンダトリー (1–1)  | WTA1000 (0–0) |
| プレミア5 (0–2)               | WTA1000 (0–0) |
| WTAエリート・トロフィー (0–0) |               |
| プレミア (3–5)                | WTA500 (1–1)  |
| インターナショナル (1–1)      | WTA250 (0–0)  |

| 結果   | No. | 決勝日         | 大会               | サーフェス    | パートナー                   | 対戦相手                                            | スコア                 |
| ------ | --- | -------------- | ------------------ | ------------- | ---------------------------- | --------------------------------------------------- | ---------------------- |
| 優勝   | 1.  | 2014年4月13日  | ボゴタ             | クレー        | ララ・アルアバレナ           | バニア・キング シャネル・シェパーズ                 | 7-6(7-5), 6-4          |
| 準優勝 | 1.  | 2014年9月27日  | 武漢               | ハード        | カーラ・ブラック             | マルチナ・ヒンギス フラビア・ペンネッタ             | 4-6, 7-5, [10-12]      |
| 準優勝 | 2.  | 2014年10月12日 | リンツ             | ハード (室内) | アニカ・ベック               | ラルカ・オラル アンナ・タチシビリ                   | 2-6, 1-6               |
| 準優勝 | 3.  | 2014年10月18日 | モスクワ           | ハード (室内) | アランチャ・パラ・サントンハ | マルチナ・ヒンギス フラビア・ペンネッタ             | 3-6, 5-7               |
| 準優勝 | 4.  | 2015年1月10日  | ブリスベン         | ハード        | カタリナ・スレボトニク       | マルチナ・ヒンギス ザビーネ・リシキ                 | 2-6, 5-7               |
| 準優勝 | 5.  | 2015年4月26日  | シュトゥットガルト | クレー        | カタリナ・スレボトニク       | ベサニー・マテック＝サンズ ルーシー・サファロバ     | 4-6, 3-6               |
| 優勝   | 2.  | 2015年6月27日  | イーストボーン     | 芝            | カタリナ・スレボトニク       | 詹詠然 鄭潔                                         | 7-6(7-5), 6-2          |
| 準優勝 | 6.  | 2015年8月16日  | トロント           | ハード        | カタリナ・スレボトニク       | ベサニー・マテック＝サンズ ルーシー・サファロバ     | 1-6, 2-6               |
| 準優勝 | 7.  | 2016年1月15日  | シドニー           | ハード        | クリスティナ・ムラデノビッチ | マルチナ・ヒンギス サニア・ミルザ                   | 6-1, 5-7, [5-10]       |
| 準優勝 | 8.  | 2016年2月20日  | ドバイ             | ハード        | クリスティナ・ムラデノビッチ | 荘佳容 ダリヤ・ユラク                               | 4-6, 4-6               |
| 優勝   | 3.  | 2016年4月10日  | チャールストン     | クレー        | クリスティナ・ムラデノビッチ | ベサニー・マテック＝サンズ ルーシー・サファロバ     | 6-2, 7-5               |
| 優勝   | 4.  | 2016年4月24日  | シュトゥットガルト | クレー        | クリスティナ・ムラデノビッチ | マルチナ・ヒンギス サニア・ミルザ                   | 2-6, 6-1, [10-6]       |
| 優勝   | 5.  | 2016年5月7日   | マドリード         | クレー        | クリスティナ・ムラデノビッチ | マルチナ・ヒンギス サニア・ミルザ                   | 6-4, 6-4               |
| 優勝   | 6.  | 2016年6月5日   | 全仏オープン       | クレー        | クリスティナ・ムラデノビッチ | エカテリーナ・マカロワ エレーナ・ベスニナ           | 6-3, 2-6, 6-4          |
| 準優勝 | 9.  | 2016年9月11日  | 全米オープン       | ハード        | クリスティナ・ムラデノビッチ | ベサニー・マテック＝サンズ ルーシー・サファロバ     | 6-2, 7-6(5-7), 4-6     |
| 準優勝 | 10. | 2016年10月9日  | 北京               | ハード        | クリスティナ・ムラデノビッチ | ベサニー・マテック＝サンズ ルーシー・サファロバ     | 4-6, 4-6               |
| 優勝   | 7.  | 2022年6月5日   | 全仏オープン       | クレー        | クリスティナ・ムラデノビッチ | ジェシカ・ペグラ コリ・ガウフ                       | 2-6, 6-3, 6-2          |
| 優勝   | 8.  | 2023年6月25日  | ベルリン           | 芝            | ルイーザ・ステファニー       | カテリナ・シニャコバ マルケタ・ボンドロウソバ       | 4-6, 7-6(10-8), [10-4] |
| 準優勝 | 11. | 2024年1月12日  | アデレード         | ハード        | クリスティナ・ムラデノビッチ | ベアトリス・ハダッド・マイア テイラー・タウンゼント | 5-7, 3-6               |

## 4大大会シングルス成績
略語の説明
| W | F | SF | QF | #R | RR | Q# | LQ | A | Z# | PO | G | S | B | NMS | P | NH |

W=優勝, F=準優勝, SF=ベスト4, QF=ベスト8, #R=#回戦敗退, RR=ラウンドロビン敗退, Q#=予選#回戦敗退, LQ=予選敗退, A=大会不参加, Z#=デビスカップ/BJKカップ地域ゾーン, PO=デビスカップ/BJKカッププレーオフ, G=オリンピック金メダル, S=オリンピック銀メダル, B=オリンピック銅メダル, NMS=マスターズシリーズから降格, P=開催延期, NH=開催なし.
| 大会           | 2010 | 2011 | 2012 | 2013 | 2014 | 2015 | 2016 | 2017 | 2018 | 2019 | 2020 | 2021 | 2022 | 2023 | 2024 | 2025 | 通算成績 |
| -------------- | ---- | ---- | ---- | ---- | ---- | ---- | ---- | ---- | ---- | ---- | ---- | ---- | ---- | ---- | ---- | ---- | -------- |
| 全豪オープン   | A    | 2R   | LQ   | 1R   | 1R   | 3R   | 1R   | 3R   | 4R   | 3R   | 2R   | 2R   | 1R   | 4R   | 2R   | 1R   | 16–14    |
| 全仏オープン   | LQ   | 2R   | 1R   | 2R   | 1R   | 1R   | 2R   | QF   | 4R   | 2R   | 4R   | 2R   | 2R   | 2R   | 2R   | 1R   | 18–15    |
| ウィンブルドン | A    | LQ   | LQ   | 2R   | 3R   | 1R   | 2R   | 4R   | 1R   | 1R   | NH   | 1R   | 4R   | 3R   | 2R   |      | 13–11    |
| 全米オープン   | A    | LQ   | LQ   | 2R   | 1R   | 1R   | 3R   | 3R   | 3R   | 1R   | 3R   | 3R   | SF   | 1R   | 1R   |      | 15–12    |